# Anisodes leucopelta
Anisodes leucopelta là một loài bướm đêm trong họ Geometridae.